# Ali Osman Renklibay
Ali Osman Renklibay (né le 24 octobre 1948 à Konya en Turquie) est un joueur et entraîneur de football turc.

## Palmarès
MKE Ankaragücü
- Championnat de Turquie :
  - Vainqueur : 1976-77.
  - Meilleur buteur : 1975-76 (17 buts)[1].